# Mario Fischer (Theologe)

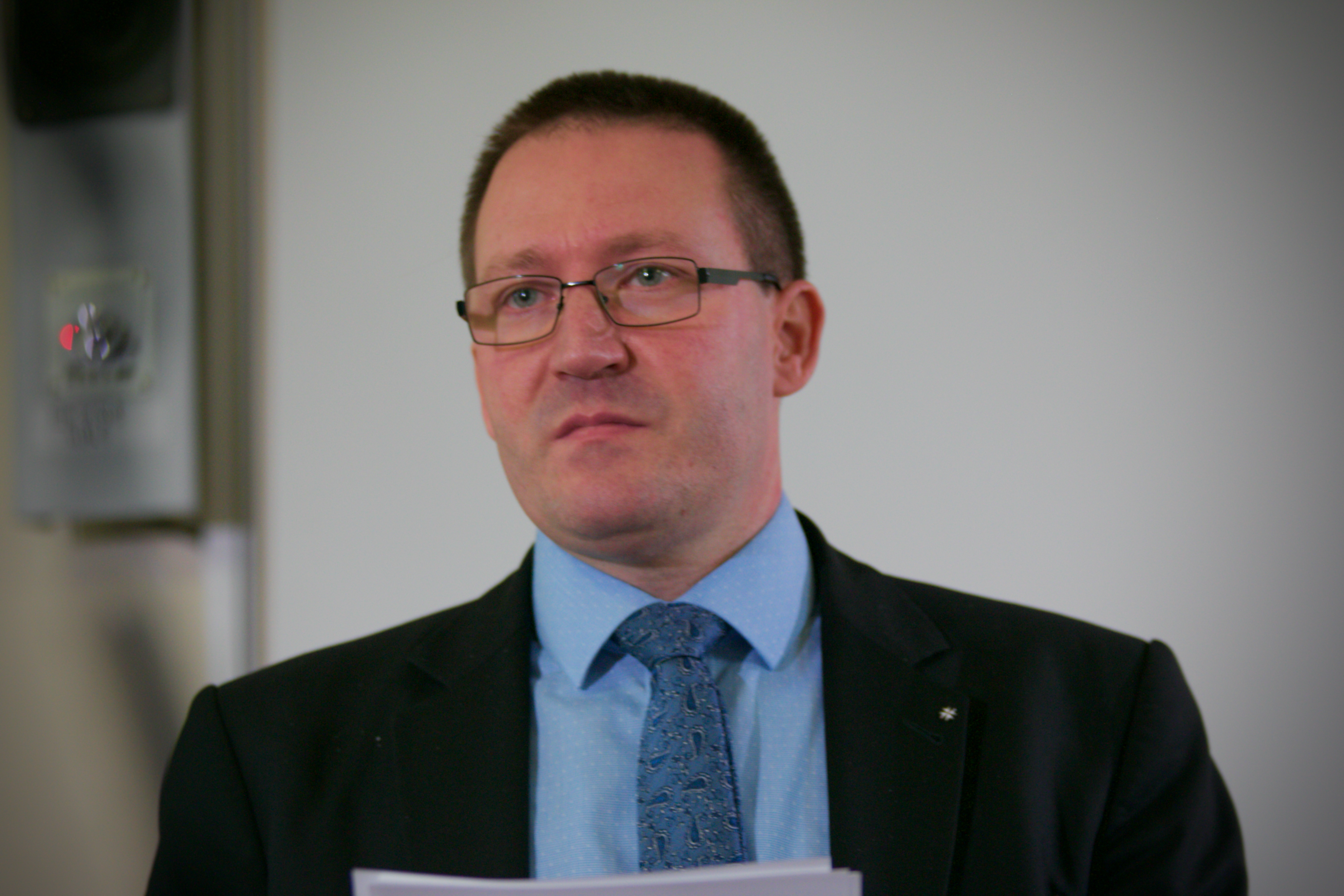
Mario Fischer (2018)

Mario Fischer (* 1976 in Darmstadt) ist ein deutscher evangelischer Theologe und seit 2018 Generalsekretär der Gemeinschaft Evangelischer Kirchen in Europa (GEKE).

## Leben
Nach dem Abitur am altsprachlichen Ludwig-Georgs-Gymnasium in Darmstadt studierte Mario Fischer Theologie, Philosophie und Ökumenik in Mainz, Marburg, Rom und München. 2004 legte er das Erste Theologische Examen vor der Evangelischen Kirche in Hessen und Nassau ab und wurde in das DFG-Graduiertenkolleg Der Begriff der religiösen Erfahrung in der europäischen Religion und Religionstheorie und sein Einfluss auf die außereuropäischen Religionen an der Ludwig-Maximilians-Universität München aufgenommen. Das Vikariat absolvierte er in drei Kirchengemeinden an der Lahn und war ein Jahr lang Sondervikar in der Geschäftsstelle der Gemeinschaft Evangelischer Kirchen in Europa in Wien. 2011 bis 2014 war Fischer Pfarrer in Steinheim am Main und Vakanzvertreter für verschiedene Kirchengemeinden im Evangelischen Dekanat Rodgau.
2012 wurde er mit einer Arbeit über die Bedeutung religiöser Erfahrung in der Phänomenologie des frühen Heidegger an der Hochschule für Philosophie München promoviert. Sein Doktorvater war Gerd Haeffner SJ. 
Seit 2015 ist Fischer in der Geschäftsstelle der Gemeinschaft Evangelischer Kirchen in Europa in Wien tätig, zuerst als Büroleiter. Im Februar 2018 berief der Rat der Gemeinschaft Evangelischer Kirchen in Europa Fischer zum ersten hauptamtlichen Generalsekretär der GEKE. Nach der 8. Vollversammlung der GEKE in Basel übernahm Fischer dieses Amt von seinem Vorgänger Bischof Michael Bünker.
Im April 2025 wurde Fischer zum Leiter des Konfessionskundlichen Instituts in Bensheim berufen. Der Antritt der Stelle ist für den 1. April 2026 vorgesehen.

## Veröffentlichungen (Auswahl)
Fischer ist Herausgeber der Buchreihe Leuenberger Texte sowie des Magazins GEKE focus.

### Bücher
- Religiöse Erfahrung in der Phänomenologie des frühen Heidegger (= Forschungen zur systematischen und ökumenischen Theologie 130). Vandenhoeck & Ruprecht, Göttingen 2013. ISBN 978-3-525-56408-0.

Herausgeber
- mit Margarethe Drewsen: Die Gegenwart des Gegenwärtigen. Festschrift für P. Gerd Haeffner SJ zum 65. Geburtstag. Alber, Freiburg 2006, ISBN 978-3-495-48203-2.
- mit Martin Friedrich: Protestant Perspectives on Religious Plurality in Europe. A Study of the Community of Protestant Churches in Europe. Evangelischer Presseverband, Wien 2019. ISBN 978-3-85073-320-5.
- mit Miriam Rose: Theologie der Diaspora. Studiendokument der GEKE zur Standortbestimmung der evangelischen Kirchen im pluralen Europa. Evangelischer Presseverband, Wien 2019. ISBN 978-3-85073-329-8.
- mit Kathrin Nothacker: befreit – verbunden – engagiert. Dokumentationsband der 8. Vollversammlung der Gemeinschaft Evangelischer Kirchen in Europa (GEKE) vom 13. – 18. September 2018 in Basel, Schweiz. Evangelische Verlagsanstalt, Leipzig 2019, ISBN 978-3-374-06141-9.
- mit Sándor Fazakas und Thomas-Andreas Põder: Gemeinsam Kirche sein. Konsequenzen, Wirklichkeiten und Möglichkeiten der Leuenberger Konkordie. Evangelische Verlagsanstalt, Leipzig 2024, ISBN 978-3-374-07624-6.
- mit Aleida Siller: Entscheidungsräume. Die Architektur evangelischer Synodenbauten. Verlag Schnell und Steiner, Regensburg 2024, ISBN 978-3-7954-3642-1.

### Aufsätze (Auswahl)
- Rechtfertigung des Glaubens. Religiöse Erfahrung als Thema der analytischen Religionsphilosophie. In: Zeitschrift für Theologie und Gemeinde 11 (2006), S. 110–131.
- Regina coeli. Die ökumenische Bedeutung der Wirkungsgeschichte am Beispiel der Sonnenfrau in Offb 12. In: Materialdienst des Konfessionskundlichen Instituts Bensheim  57 (2006), S. 43–49.
- 100 Jahre Antimodernisten-Enzyklika „Pascendi dominici gregis“. In: Materialdienst des Konfessionskundlichen Instituts Bensheim 58 (2007), S. 43–46.
- Die Charta Oecumenica als Grundsatzverpflichtung der Kirchen in Europa. In: Una Sancta 72 (2017), S. 82–95.
- Credo ecclesiam. Unerhörte ekklesiologische Zwischenrufe in die kirchlichen Neuordnungsdebatten der 1950er Jahre. In: Materialdienst des Konfessionskundlichen Instituts Bensheim 69 (2018), S. 33–38.
- Die Entdeckung des trinitarischen Grundes der Kirche in der ökumenischen Bewegung. In: Quatember 82 (2018), S. 193–200.
- Grenzen der Einheit(lichkeit) und Vielfalt. Kirchliche Pluralität in Europa als Herausforderung und Chance für die Ökumene am Beispiel der GEKE. In: Materialdienst des Konfessionskundlichen Instituts Bensheim 69 (2018), S. 95–100.